# Northumberland Shipbuilding Company

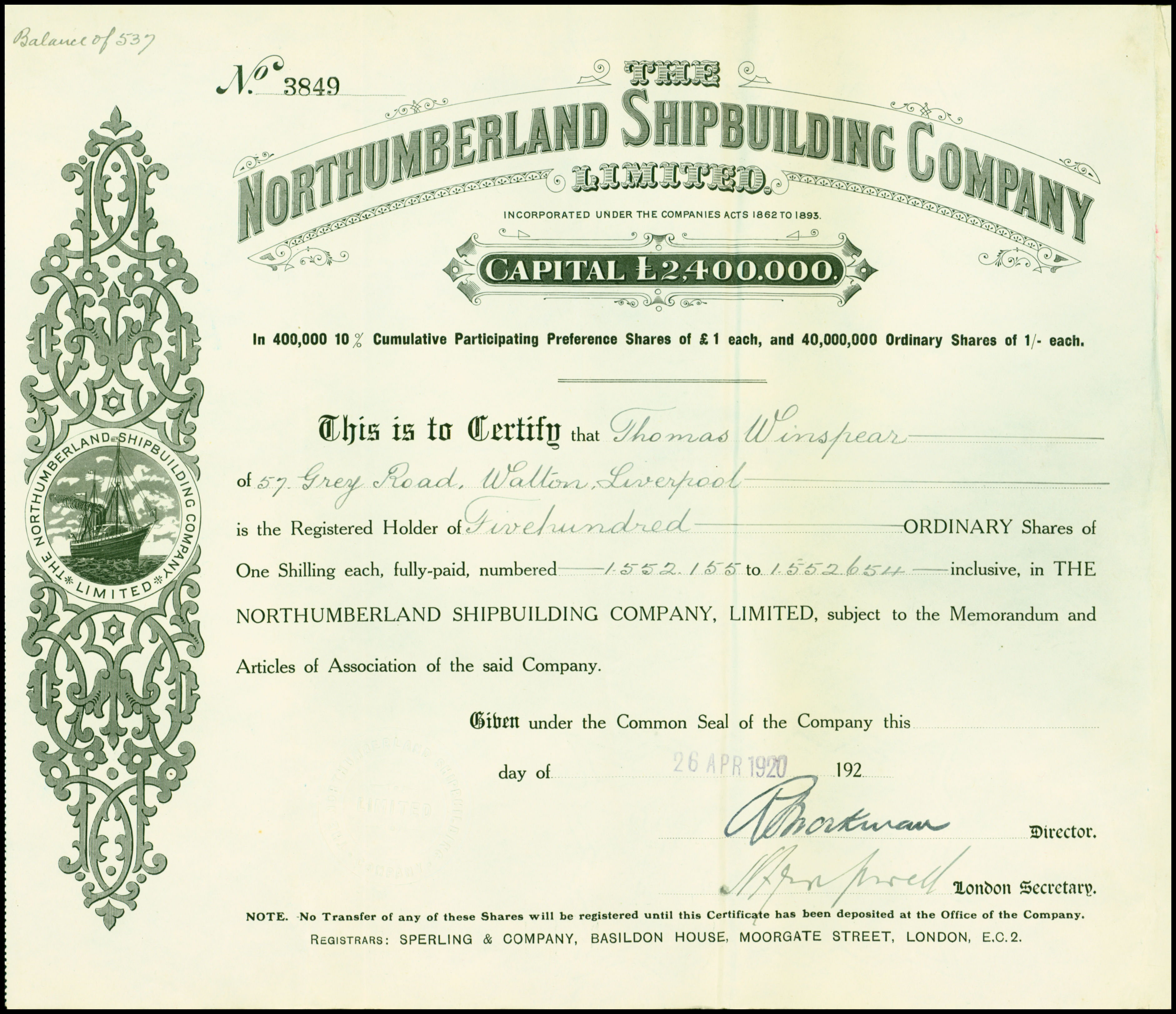
Aktie der Northumberland Shipbuilding Company

Die Northumberland Shipbuilding Company Ltd. war eine Schiffswerft am Fluss Tyne in Howdon, (Northumberland). Das 1883 gegründete Unternehmen war insbesondere für den Bau von Standardschiffen bekannt und wurde 1930 aufgelöst.

## Geschichte

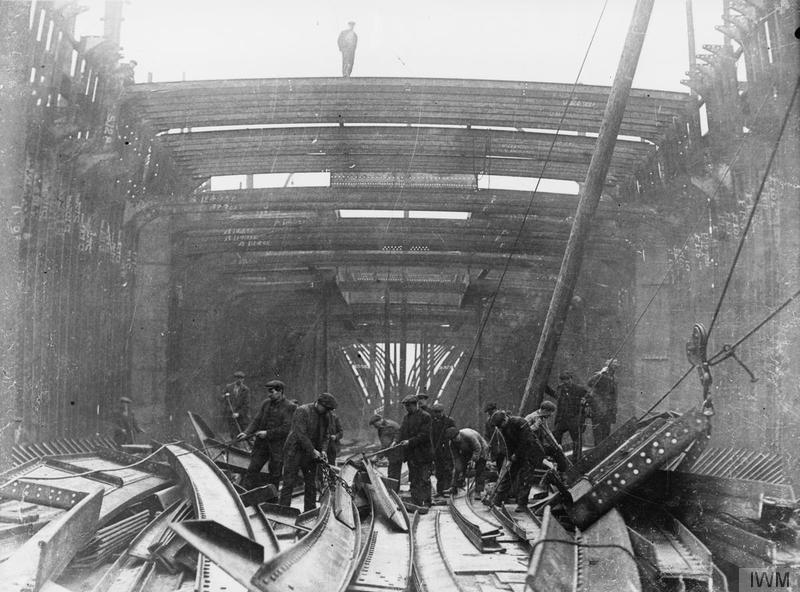
Bau eines War-Typ-F1-Schiffes

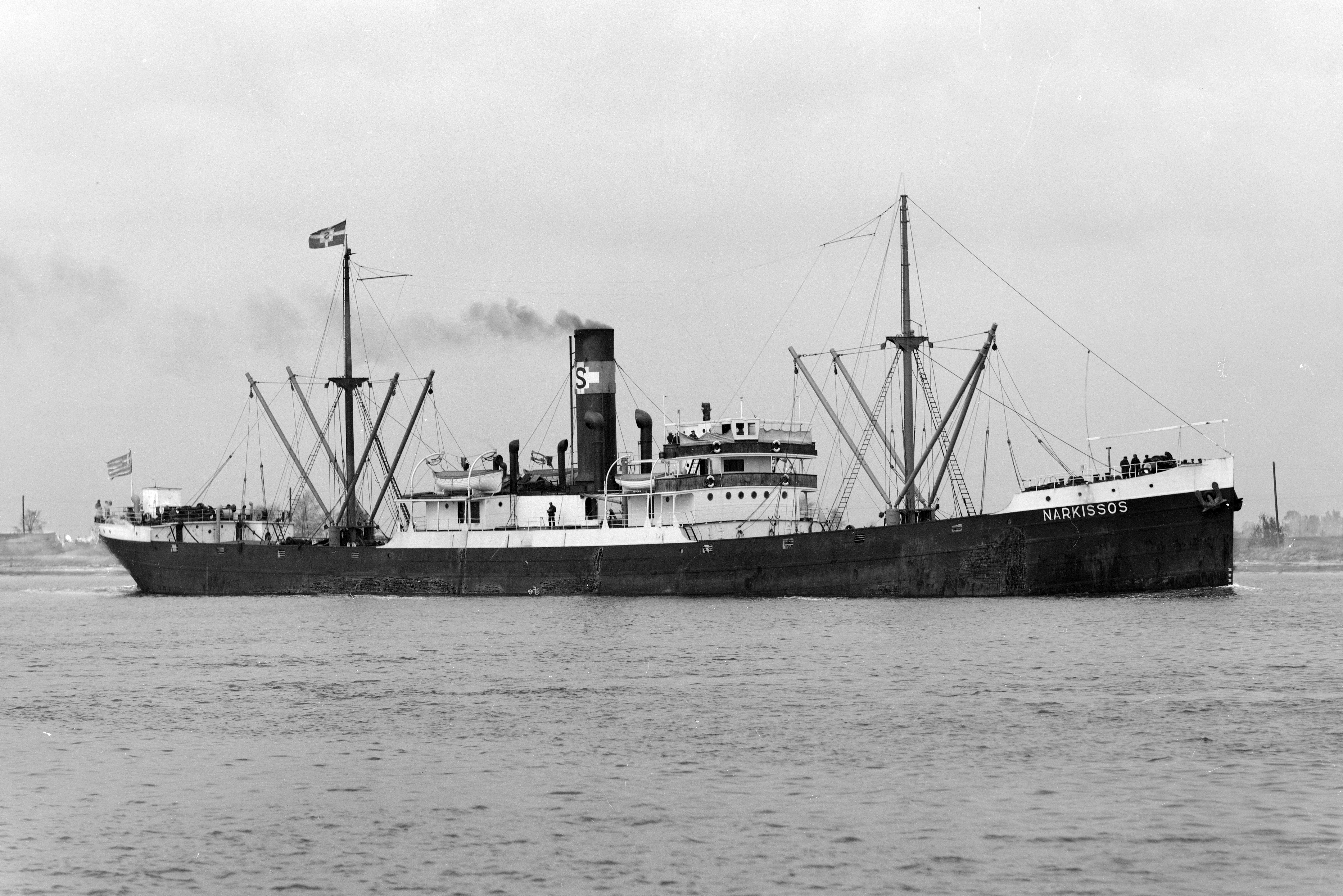
Die griechische Narkissos wurde 1906 als Century gebaut

Gegründet wurde das Unternehmen 1883 von H. S. Edwards in Howdon. Nach dem Tod Edwards’ im Jahr 1898 übernahm Rowland Hodge die Werft für 6000 £ wobei die Reeder Sir Christopher Furness aus West Hartlepool und John Cory aus Cardiff große Anteile des Unternehmens hielten. Hodge hatte zuvor bei Swan Hunter in Wallsend gearbeitet, er modernisierte und erweiterte den Betrieb grundlegend und benannte ihn in Northumberland Shipbuilding Company um. Gegen Ende des Ersten Weltkriegs stellte die Furness-Gruppe das Schiffbauunternehmen zum Verkauf. Der Londoner Schiffsbroker Robert A. Workman mit Familienverbindungen zur Belfaster Workman-Clark-Werft erwarb Northumberland Shipbuilding mit Unterstützung der Londoner Bankhäuser Sperling & Company und Kleinwort Sons & Company im Juli 1918 für 835.000 £. Unter der Führung von Sir Alex Kennedy baute die Northumberland Shipbuilding Company als Kapitalgesellschaft den größten britischen Schiffbaukonzern auf. Nacheinander wurden Mehrheitsanteile an den Schiffbauunternehmen William Doxford & Sons aus Sunderland, Fairfield Shipbuilders in Govan, Workman, Clark & Company aus Belfast, der Blythswood Shipbuilding Company, der Monmouth Shipbuilding Company und der Lancashire Iron and Steel Company übernommen.
1923 machte die Workman-Clark-Werft Verluste in Höhe von 3,12 Millionen Pfund, woraufhin die Northumberland Shipbuilding Company ihre garantierten Schuldverschreibungen nicht mehr bedienen konnte und in eine Reihe von Rechtsstreitigkeiten mit den Aktionären geriet. Aufgrund des Auftragsmangels im Schiffbau kollabierte 1925 das von Sperling finanzierte Werftenkonglomerat. Die Northumberland Company hatte überdies 300.000 Tonnen Schiffbaustahl bei Dorman, Long and Company geordert – doppelt so viel wie benötigt wurde – und musste  300.000 £ für nicht benötigtes Material abschreiben. Im Jahr 1926 wurde die Northumberland Shipbuilding Company geschlossen und im darauf folgenden Jahr als Northumberland Shipbuilding Co (1927) Ltd. wiedereröffnet. 1930 wurde die Werft erneut stillgelegt, auf die National Shipbuilders Security übertragen und schließlich abgebrochen.
Insgesamt waren 418 Schiffe gebaut worden, 75 unter Edwards Führung und 343 als Northumberland Shipbuilding Company.